# Gucin Gaj

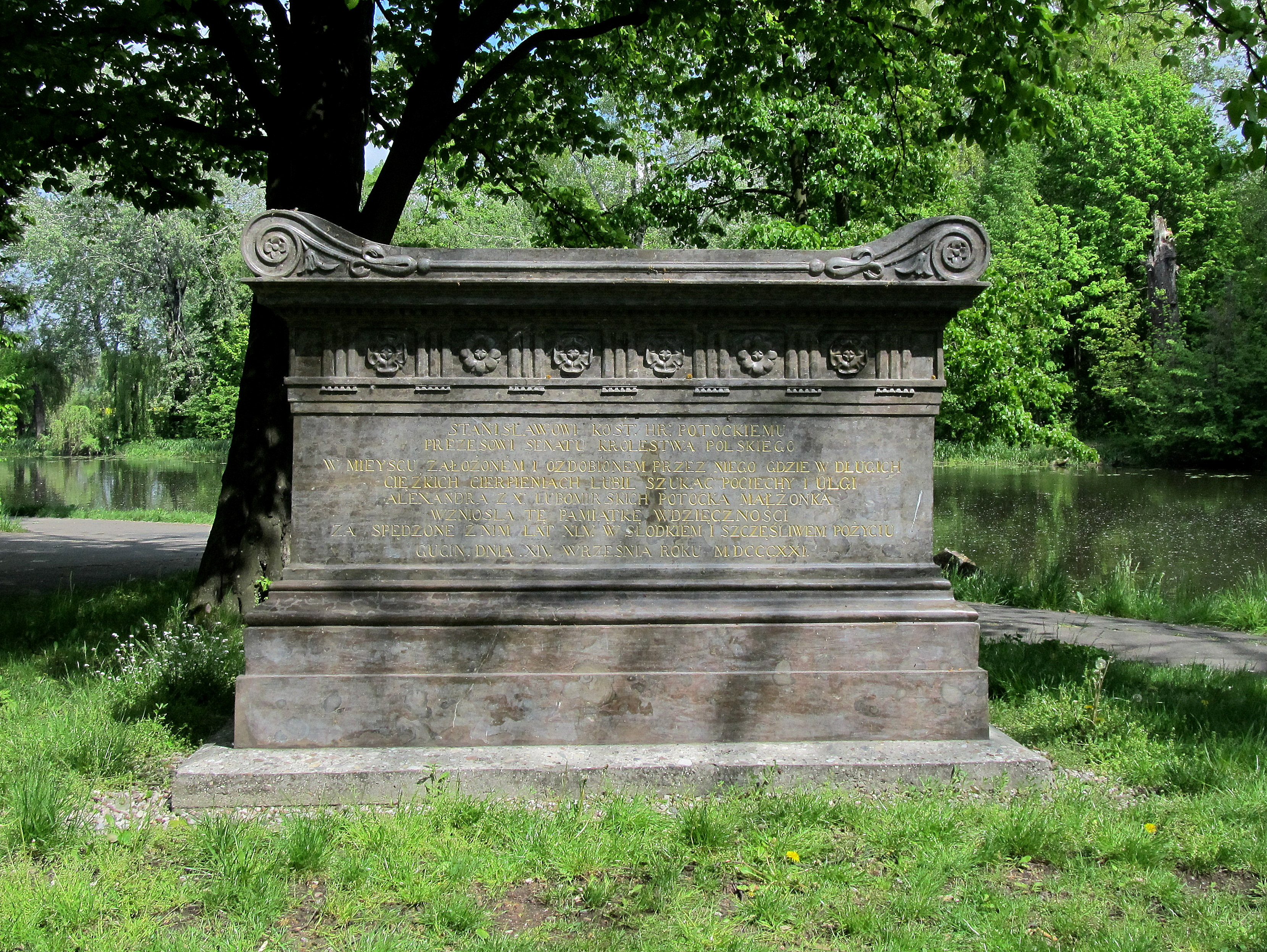
Sarkofag ku czci Stanisława Kostki Potockiego z 1824 roku z Gucina Gaju, obecnie w parku w Wilanowie

Gucin Gaj – założenie parkowe z lat 1817–1821 znajdujące się na terenie Gucina, dawnej rezydencji Stanisława Kostki Potockiego, w pobliżu kościoła św. Katarzyny w Warszawie

## Opis
Nazwa założenia nawiązuje do imienia wnuka Stanisława Kostki Potockiego Augusta, nazywanego Guciem.
Gucin był ogrodem z domkiem mieszkalnym i małym „gajem“ z drzewami różnych odmian, posadzonych przez znanych ludzi z epoki. Na terenie gaju zachowały się tzw. katakumby – romantyczna budowla ogrodowa, wzniesiona na przełomie XVIII i XIX w. w skarpie wiślanej, między kościołem św. Katarzyny i wsią Służew. Podziemny ceglany korytarz, na planie w kształcie litery „U”, jest sklepiony kolebkowo i ma długość ok. 60 m. Po obu stronach korytarza symetrycznie rozmieszczone wnęki; część z nich zaopatrzona w trzy rzędy nisz. Wejście znajdowało się w pawilonie o nieznanym wyglądzie. W okresie, gdy okolica ta należała do Stanisława Kostki Potockiego, prawdopodobnie było to miejsce spotkań członków loży wolnomularskiej.
Od lat 30. XIX w. budowla użytkowana jako piwnica gospodarcza; w pobliżu wejścia zbudowano szyb wentylacyjny. W późniejszym okresie pawilon z wejściem uległ całkowitemu zniszczeniu. Zawalił się również południowo-wschodni odcinek korytarza i większość ścian zamykających wnęki. Obecnie budowla jest mało dostępna i bardzo zniszczona. W połowie lat. 90. XX w. została wpisana do ewidencji zabytków jako cmentarz. Jest ostoją i miejscem zimowania nietoperzy. W 2021 w ramach działalności Wilanowskiego Parku Kulturowego na zlecenie miasta została wykonana inwentaryzacja podziemnego korytarza przy użyciu skanera laserowego.
U podnóża skarpy rośnie grupa dębów szypułkowych, będących pomnikami przyrody.
W 2012 roku ogród Gucin Gaj wraz z otoczeniem został ujęty w gminnej ewidencji zabytków.